# Partido judicial de Langreo
El partido judicial de Langreo es uno de los dieciocho partidos en los que se divide el Principado de Asturias, en España, concretamente es el partido judicial n.º 13 de la provincia de Asturias

## Ámbito geográfico
El ámbito territorial, que viene regulado por el Real Decreto 529/1983, de 9 de marzo, comprende los municipios de:
- Langreo